# Août 2011

## Faits marquants
- 3 août : 
  - ouverture au Caire du procès de l'ex-président de la République arabe d'Égypte, Hosni Moubarak, de ses fils Alaa et Gamal, de l'ancien ministre de l'Intérieur Habib el-Adli et de plusieurs chefs de la police nationale pour « meurtres et corruptions ». L'ancien chef de l'État, qui apparaît alors très affaibli et couché dans une civière, plaide « non coupable » pour les charges qui pèsent contre lui tout comme les autres prévenus qui l'entourent. Le même jour, le président du Tribunal annonce qu'il décide d'ajourner au 15 août la date de la reprise du procès; l'ancien chef de l'État égyptien est alors transféré à l'hôpital du Caire.
  - Sortie au cinéma de Green Lantern, Les Schtroumpfs et Super 8.
- 5 août :
  - l'ex-première ministre d'Ukraine, leader de la plus grande partie en opposition Ioulia Tymochenko est placée en détention provisoire à Kiev, pour accusations de corruption pendant sa fonction ;
  - les parcs de Walibi World et Walibi Aquitaine sont renommés respectivement Walibi Holland et Walibi Sud-Ouest;
  - lancement par la NASA de la sonde spatiale Juno, conçue pour étudier Jupiter;
  - la dette publique américaine voit la note financière des États-Unis baisser de AAA à AA'. Cette nouvelle inquiète le monde entier.
  - Le bodybuilder australien Aziz Shavershian, plus connu sous le pseudonyme Zyzz, instigateur du mouvement "Aesthetic" et modèle pour des millions de personnes, meurt d'une crise cardiaque à Pattaya en Thaïlande pendant qu'il est en vacances.
- 6 août :
  - le Russe Ilya Shikshin conserve son titre de champion d'Europe grâce à sa victoire face à Catalin Taranu lors du Championnat européen de go ;
  - des émeutes éclatent au Royaume-Uni parce que les tireurs d'élite de la police britannique ont mortellement tiré sur Mark Duggan (jeune homme de 29 ans) qui a tué un fonctionnaire de police alors qu'il se trouvait dans un taxi[1] ;
  - 300 000 participants marchent contre la vie chère à Tel Aviv-Jaffa, en Israël.
- 7 août : Manuel Pinto da Costa est élu président de la République de Sao Tomé-et-Principe.
- 8 août : 
  - sortie de l'album de Kanye West et Jay-Z, Watch the Throne ;
  - Lobsang Sangay succède au dalai-lama en devenant le Premier ministre du nouveau gouvernement tibétain en exil.
- 12 août : inauguration par Vladimir Poutine du barrage de Saint-Pétersbourg, un projet lancé en Russie en 1979.
- 17 août : arrêt de la campagne d'essai en vol du Boeing 787 équipé du moteur Rolls-Royce Trent 1000 qui a commencé un an et demi plus tôt le 15 décembre 2009.
- 19 août : formation de la tempête tropicale Harvey près des côtes d’Amérique centrale.
- 20 août : le Brésil remporte la Coupe du Monde de football des moins de 20 ans 2011 face au Portugal (3-2). La France, elle, termine 4e.
- 21 août : le candidat libéral Jorge Carlos Fonseca remporte, au second tour, l’élection présidentielle au Cap-Vert.
- 23 août : ouverture des championnats du monde de judo 2011, au Palais omnisports de Bercy.
- 24 août : Steve Jobs annonce sa démission de son poste de CEO d'Apple.
- 25 août : un attentat terroriste à Monterrey (Nuevo León, Mexique) fait au moins 53 morts et une dizaine de blessés.
- 26 août : 
  - double attentat revendiqué par Al-Qaida au Maghreb islamique contre l'académie militaire de Cherchell en Algérie qui coûte la vie a 18 personnes dont 2 civils et 26 blessés[2] ;
  - massacre par la police Syrienne de 8 manifestants Syriens protestant contre le régime de Bachar Al Assad[3] ;
  - L'OTAN bombarde la ville Libyenne de Syrte l'une des derniers bastions de Kadhafi en Libye[4] ;
  - la ville de Ras Jedir tombe est prise par les insurgés Libyens ;
  - Sebastian Vettel remporte le Grand Prix automobile de Belgique. Il reste donc à la tête du classement général.
- 27 août : le judoka français Teddy Riner entre dans la légende en remportant son 5e titre de champion du monde des poids-lourds. Un record[5].
- 29 août : 
  - sortie du 5e album de David Guetta, Nothing but the Beat ;
  - début du dernier tournoi du Grand Chelem de la saison, l'US Open.
- 30 août : Yoshihiko Noda est élu Premier ministre du Japon par la Diète, devenant le sixième chef du gouvernement depuis 2006.
- 31 août : 
  - bicentenaire de la naissance de Théophile Gautier ;
  - sortie du nouvel album des Red Hot Chili Peppers, I'm with You.